# Шлайнинг, Зоя Аврумовна
Зоя Аврумовна Шлайнинг (нем. Zoya Schleining, урожд. Лельчук; также выступала под фамилиями Лельчук-Попова и Попова; род. 6 сентября 1961, Львов) — советская, украинская, а с 2000 года — немецкая шахматистка, гроссмейстер среди женщин (1987).

## Биография
Участница ряда чемпионатов СССР (1980—1987); лучшие результаты: 1986 (зональный турнир ФИДЕ) — 4—5-е, 1987 — 6-е. Межзональный турнир — Смедеревска-Паланка (1987) — 5-е место.
Лучшие результаты в международных соревнованиях: Одесса (1980) — 1-е; Львов (1985) — 2—4-е; Сочи (1986) — 1-е, Пётркув-Трыбунальски (1987) — 4—6-е. Победительница республиканского турнира на приз Шахматной федерации Украины (Черновцы, 1987).
Участница 5-и личных чемпионатов Европы (2012—1015, 2018).
В составе сборной Германии участница следующих соревнований:
- 26-я женская шахматная олимпиада (2014) в г. Тромсё;
- 2 командных чемпионата Европы (2013, 2015).

Победитель чемпионата Германии среди женщин (2015).
| Графики недоступны из-за технических проблем. См. информацию на Фабрикаторе и на mediawiki.org. |